# The Miller of Burgundy
The Miller of Burgundy è un cortometraggio muto del 1912 diretto da Oscar Eagle.

## Produzione
Il film fu prodotto dalla Selig Polyscope Company.

## Distribuzione
Distribuito dalla General Film Company, il film - un cortometraggio in una bobina - uscì nelle sale cinematografiche statunitensi il 25 luglio 1912. Conosciuto anche con il titolo The Miller of Burgandy.